# Ruisseau d'Ardoise
Le ruisseau d'Ardoise est un ruisseau qui coule dans la région administrative de Chaudière-Appalaches, au Québec, au Canada. Son cours traverse la municipalité régionale de comté (MRC) de Beauce-Sartigan dans la municipalité de Saint-Georges.
Le ruisseau d'Ardoise est un affluent de la rive est de la rivière Chaudière, laquelle coule vers le nord pour se déverser sur la rive sud du fleuve Saint-Laurent. Le ruisseau d'Ardoise traverse la ville de Saint-Georges-de-Beauce en passant sous une ancienne industrie avant d'atteindre la rivière Chaudière.

## Industries
Les industries ont harnaché le cours d'eau dès le XXe siècle ; les frères Bérubé, le moulin à carder Lessard, le moulin Brochu, et la St.Georges Woolen Mills l'ont utilisé.

## Toponymie
Son nom vient du fait que le cours du ruisseau est enclavé dans des pierres schisteuses sur une bonne partie de son parcours.